# 2 Tage Paris
2 Tage Paris (Originaltitel: 2 Days in Paris) ist eine französisch-deutsche Filmkomödie aus dem Jahr 2007. Neben der Hauptrolle übernahm Schauspielerin Julie Delpy auch die Regie und war zudem für das Drehbuch, die Produktion, das Casting, den Schnitt und die Musik verantwortlich. Die Fortsetzung 2 Tage New York startete am 5. Juli 2012 in den deutschen Kinos.

## Handlung
Die Französin Marion und ihr amerikanischer Freund Jack machen nach einem Trip nach Venedig für zwei Tage Stopp bei Marions Eltern in Paris. Was für Marion ein Wiedersehen mit Familie, Freunden und Ex-Liebhabern ist, wird für Jack, der kein Französisch spricht und sowieso hypochondrisch unentspannt ist, zur Qual. Marions schrulliger Vater lässt keine Gelegenheit aus, den vermeintlich wenig kulturbewanderten Jack zu testen und zu provozieren. Zudem kennt Marions gesamte Familie die verfänglichen Nacktfotos, die Marion, hauptberufliche Fotografin, einst von Jack aufnahm.
Außerdem nerven Jack die zahlreichen Ex-Affairen von Marion, denen sie in den Straßen von Paris oder auf Partys wiederbegegnet. Hinzu kommt die unbeherrschte Impulsivität der Französin: Marion legt sich nicht nur mit rassistischen Taxifahrern an, sondern beschimpft in einem Restaurant auch lautstark einen unliebsamen Ex-Mann als Pädophilen. Als Jack schließlich obszöne SMs auf Marions Handy findet, die ihr ein weiterer Ex-Lover regelmäßig zukommen lässt, droht der gemeinsame Paris-Trip endgültig zum Desaster zu werden. Getrennt ziehen Marion und Jack durch die Stadt, um am Ende doch noch Versöhnung zu feiern.

## Hintergrund
Julie Delpy, bisher nur als Schauspielerin bekannt, hatte bereits das Drehbuch für einen weiteren Paris-Film geschrieben. Gemeinsam mit Richard Linklater verfasste sie das Drehbuch zu Before Sunset, in dem sie neben Ethan Hawke in der Hauptrolle zu sehen war, und wurde dafür prompt für den Oscar nominiert. In fünfjähriger Arbeit entstand mit 2 Tage Paris ihr erstes eigenes Drehbuch, das sie auch selbst verfilmte.
Delpy bezeichnete 2 Tage Paris als „Friends-&-Family-Projekt“. Sie besetzte sämtliche Rollen mit Freunden und Familienmitgliedern, darunter auch ihre Eltern Marie Pillet und Albert Delpy, die ebenfalls Schauspieler sind. Einzige Ausnahme ist die Besetzung von Daniel Brühl in einer kleinen Nebenrolle. Delpy hatte Brühl auf der Berlinale kennengelernt: „Ich bewundere seine Arbeit schon länger und habe ihm die Rolle nach seiner Zusage auf den Leib geschrieben.“
Der Film spielte in den Kinos weltweit rund 20 Millionen US-Dollar ein.

## Kritiken
Für das Lexikon des internationalen Films war 2 Tage Paris eine „[t]emporeiche Liebeskomödie mit pointierten Dialogen, zugleich eine bissige Gesellschaftssatire über die Unterschiede zwischen Amerika und dem ‚alten‘ Europa“, sowie „[e]in intelligentes Filmvergnügen als Regiedebüt der überzeugenden Hauptdarstellerin“. Auch Björn Helbig von Filmstarts lobte das „wortspritzige Drehbuch“ sowie die Regie von Julie Delpy, die „[i]n bester Woody-Allen-Manier […] ein amerikanisch-französisches Pärchen während eines Paris-Urlaubs in die kulturellen Fettnäpfchen treten“ lasse und es dabei nicht versäume, „gelegentlich zielsicher Schüsse unter die Gürtellinie abzugeben“. Epd Film beschrieb den Film hingegen als einen „peinlich missratene[n] Abklatsch von Richard Linklaters Before Sunrise.“ „Ohne jeden Charme“ reize „Delpy sämtliche Länderklischees aus“. Das sei, „wie der gesamte Film, in seiner unsäglichen Flachheit nicht lustig, sondern schlicht unsympathisch“.

## Auszeichnungen
Delpys Film wurde 2007 auf dem Festival International du Films d’Amour im belgischen Mons preisgekrönt. Wenige Monate später wurde 2 Tage in Paris für den Jameson-Publikumspreis bei der Verleihung des Europäischen Filmpreises 2007 nominiert. Eine weitere Nominierung folgte bei der Verleihung der Independent Spirit Awards 2008 in der Kategorie Bester Erstlingsfilm.
2008 wurde Julie Delpys Film auch in der Kategorie bestes Originaldrehbuch (Meilleur scénario original) für den wichtigsten französischen Filmpreis César nominiert.
Die Deutsche Film- und Medienbewertung (FBW) in Wiesbaden verlieh dem Film das Prädikat „besonders wertvoll“.